# Pfingsten (Kurzfilm)
Pfingsten (Originaltitel Pentecost) ist ein irischer Kurzfilm von Peter McDonald aus dem Jahr 2011.

## Handlung
Das Jahr 1977 in Irland: Damien Lynch ist ungern Messdiener in seiner Gemeinde, dennoch war sein Weihrauchfassschwenk, der Pater Hanley bei der Messe zu Fall brachte, nur ein Unfall. Damiens Vater ist empört und erteilt dem Jungen ein umfassendes, dreimonatiges Fußballverbot. Dies trifft Damien hart, steht sein Lieblingsverein FC Liverpool doch gerade im Finale des Europapokals der Landesmeister.
In der Kleinstadt wird der Erzbischof zu einer Sonntagsmesse erwartet. Ein Messdiener ist ausgefallen, da er sich als ungetauft herausstellte, sodass nur Damien als Ersatz infrage kommt. Obwohl Pater Hanley dagegen ist, muss die Gemeinde notgedrungen auf ihn zurückgreifen. Damiens Vater macht ihm deutlich, dass die Sonntagsmesse seine Chance zur Bewährung ist – verläuft die Messe gut, darf er das Europapokalfinale im Fernsehen schauen. Vor der Messe motiviert Pater O’Toole die Messdiener wie in einer Fußballkabine vor dem Spiel und auch Damien hört während seiner Worte die Leute im Stadion singen. Die Messe verläuft ohne Zwischenfall, doch macht Vater Lynch seinem Sohn bei den Schlussworten des Erzbischofs lautlos deutlich, dass es „noch nicht vorbei“ sei. Als die Messdiener und der Erzbischof den Altarplatz verlassen, bleibt Damien zurück. Er setzt das Weihrauchfass ab und wartet, bis sich der Erzbischof zu ihm herumdreht. Mit Anlauf kickt er das Weihrauchfass wie beim Elfmeter in die Richtung des Erzbischofs, der entsetzt die Arme nach oben reißt.

## Produktion
Pfingsten war das Regiedebüt von Schauspieler Peter McDonald, der in den 1970er-Jahren selbst Messdiener war. Gedreht wurde im County Dublin und County Wicklow. Die Kostüme schuf Belle Phipps, die Filmbauten stammen von Stephen Daly. Das Lied, das während der Credits läuft, ist My Perfect Cousin der nordirischen Punkband The Undertones. Das Grundthema der Filmmusik ist Ludwig van Beethovens Ode an die Freude.

## Auszeichnungen
Pfingsten gewann 2011 auf dem Corona Cork Film Festival den Preis für den besten irischen Kurzfilm und wurde 2012 für einen Oscar in der Kategorie Bester Kurzfilm nominiert.